# فرنسيس جوزيف فلين
فرنسيس جوزيف فلين (بالإنجليزية: Francis Joseph Flynn)‏ هو لاعب سيرك ‏ أمريكي، ولد في 6 أكتوبر 1864 في غريني في الولايات المتحدة، وتوفي في 5 أكتوبر 1898 في بروكن هيل في أستراليا.